# Мелус
Мелус из Бари (умер в 1020) — лангобардский аристократ, посвятивший себя борьбе за освобождение апулийских лангобардов от византийского владычества. Призвал на помощь норманнских наёмников, открыв им дорогу к последующему завоеванию Южной Италии.

## Биография
Мелус и его зять Даттус устроили мятеж в 1009 году и легко захватили Бари, столицу византийских владений в Южной Италии. В 1010 году они взяли Асколи и Трани, но уже в следующем 1011 году потерпели поражение от нового византийского наместника (катапана) Василия Месардонита. После падения Бари (10 июня 1011 года) Мелус нашёл убежище при дворе князя Гвемара III Салернского, а Даттус — в монастыре Монте-Кассино. Семья Мелуса попала в руки торжествующих византийцев и была отправлена в Константинополь.
В 1016 году, согласно повествованию хрониста Вильгельма Апулийского, произошла историческая встреча Мелуса с норманнскими паломниками, прибывшими поклониться в святилище Михаила Архангела в Монте-Гаргано. Хронист рассказывает, что первоначально норманны не восприняли серьёзно человека в чёрных, похожих на женские, одежды, подошедшего к ним в пещере. Но в последующей беседе Мелус сулил им лёгкую победу и большую добычу в том случае, если они присоединятся к лангобардам в борьбе за независимость. Следует отметить, что другой хронист (Аматус из Монте-Кассино) относит первый визит норманнских паломников в Южную Италию к 999 году, и местом действия делает Салерно. Так что встреча Мелуса с норманнами в тёмной пещере Монте-Гаргано с равным успехом может быть и правдой, и поэтической выдумкой летописца.
В 1017 году первая группа норманнов, в числе которых был будущий граф Аверсы Райнульф Дренго, прибыла в Италию. В это время Мелус и Даттус подняли новое восстание против Византии. При поддержке норманнов восставшие быстро выбили византийцев из Северной Апулии. Однако в октябре 1018 года новый катапан Василий Боиоаннес разбил восставших при Каннах. Поредевший отряд норманнов остался в Италии, промышляя наёмничеством и разбоем, Даттус бежал в Монте-Кассино, а Мелус — в папские владения.
Папа Бенедикт VIII, лично заинтересованный в изгнании византийцев из Италии, отправил Мелуса к императору Генриху II (1018 год). Мелус должен был убедить императора в необходимости интервенции в Италию. Генрих II принял Мелуса с почётом и даровал ему ничем не подкреплённый титул герцога Апулии. В 1020 году в Германию прибыл сам Бенедикт VIII, чтобы поддержать аргументы Мелуса. Однако вскоре после прибытия папы Мелус умер и был погребён в роскошной гробнице в соборе Бамберга.
Сын Мелуса Аргир участвовал в восстании лангобардов 1040—1042 годов, был коронован восставшими в феврале 1042 года в Бари, но затем перешёл на сторону Византии и дослужился до поста катапана.